# كارليتو فيرمينا
كارليتو فيرمينا (بالهولندية: Carlito Fermina)‏ هو لاعب كرة قدم هولندي في مركز الهجوم، ولد في 6 يناير 2000 في دلفت في هولندا. لعب مع نادي إكسلسيور.

## وصلات خارجية
- كارليتو فيرمينا على موقع قاعدة بيانات كرة القدم.إي يو (الإنجليزية)
- كارليتو فيرمينا على موقع Soccerway.com (الإنجليزية)
- كارليتو فيرمينا على موقع عالم كرة القدم.نت (الإنجليزية)